# Roger Lawson Gamble
Roger Lawson Gamble (* 1787 bei  Louisville, Jefferson County, Georgia; † 20. Dezember 1847 in Augusta, Georgia) war ein US-amerikanischer Politiker. Zwischen 1833 und 1835 sowie nochmals von 1841 bis 1843 vertrat er den Bundesstaat Georgia im US-Repräsentantenhaus.

## Werdegang
Roger Gamble besuchte die öffentlichen Schulen seiner Heimat. Nach einem anschließenden Jurastudium und seiner um das Jahr 1815 erfolgten Zulassung als Rechtsanwalt begann er in Louisville in seinem neuen Beruf zu arbeiten. Außerdem war er als Baumwollpflanzer tätig. Gamble nahm auch als Offizier der US Army am Britisch-Amerikanischen Krieg von 1812 teil. Von 1814 bis 1815 war er Abgeordneter im Repräsentantenhaus von Georgia. In den 1820er Jahren schloss er sich Andrew Jackson und der 1828 von diesem gegründeten Demokratischen Partei an.
Bei den staatsweit abgehaltenen Kongresswahlen des Jahres 1832 wurde er für das sechste Abgeordnetenmandat von Georgia in das US-Repräsentantenhaus in Washington, D.C. gewählt, wo er am 4. März 1833 die Nachfolge von Wiley Thompson antrat. Da er bei den Wahlen des Jahres 1834 gegen James C. Terrell verlor, konnte er bis zum 3. März 1835 nur eine Legislaturperiode im Kongress absolvieren. Diese war von den Diskussionen um die Politik von Präsident Jackson bestimmt.
In den folgenden Jahren wechselte Roger Gamble zur Whig Party. Bei den ebenfalls staatsweit ausgetragenen Kongresswahlen von 1840 wurde er als deren Kandidat im vierten Wahlbezirk von Georgia erneut in den Kongress gewählt. Dort absolvierte er zwischen dem 4. März 1841 und dem 3. März 1843 als Nachfolger von Hines Holt eine weitere Legislaturperiode. Diese war von den Streitereien zwischen den Whigs und US-Präsident John Tyler geprägt. Außerdem wurde damals bereits über einen möglichen Anschluss der seit 1836 von Mexiko unabhängigen Republik Texas diskutiert.
Bei den Wahlen des Jahres 1842 unterlag Gamble dem Demokraten John Millen. Im Jahr 1845 wurde er Richter am Superior Court of Georgia. Dieses Amt bekleidete er bis 1847. Er starb am 20. Dezember dieses Jahres in Augusta.